# 265059 Bajorgizi
265059 Bajorgizi este o planetă minoră (asteroid) din centura de asteroizi. A fost descoperită pe 18 septembrie 2003 la Piszkéstetői Obszervatórium⁠(d) de . 
Obiectul prezintă o orbită caracterizată de o semiaxă mare de 3,1696395770472 UAi, o excentricitate de 0,079675789844838, o înclinație de 8,9588010330987 ° în raport cu ecliptica.